# Oasis
Oasis [əʊˈeɪsɪs] ist eine britische Band, die im Oktober 1991 gegründet wurde. Sie gilt als die erfolgreichste Vertreterin des Britpop und ist neben ihrer Musik auch bekannt für die Rivalität der Brüder Liam und Noel Gallagher. Die Band hatte bis 2014 weltweit rund 80 Millionen Tonträger verkauft.
Zu ihren bekanntesten Songs gehören Live Forever (1994), Whatever (1994), Wonderwall (1995), Don’t Look Back in Anger (1996), Champagne Supernova (1996), D’You Know What I Mean? (1997) und Stop Crying Your Heart Out (2002). Die Gruppe wurde 2009 aufgelöst; seit Juli 2025 ist sie wieder auf Tour.

## Bandgeschichte

### Entstehung
Anfang der 1990er Jahre bildeten der Gitarrist Paul „Bonehead“ Arthurs, der Bassist Paul „Guigsy“ McGuigan und der Schlagzeuger Tony McCaroll zusammen mit einem Sänger in ihrem Wohnort Manchester die Rockband Rain. Da sie mit dem Können ihres Sängers unzufrieden waren, baten sie ihren gemeinsamen Kollegen Liam Gallagher, diesen zu ersetzen. Gallagher hatte die Schule abgebrochen, übte wechselnd ungelernte Arbeiten aus und war zu jener Zeit arbeitslos. In seiner Jugend war er musikalisch dem Hip-Hop zugewandt, vor allem deren Vertretern Run-D.M.C. und Public Enemy. Sein Interesse an Rockmusik war erst kurz zuvor entflammt: Ein lokales Konzert der Stone Roses beeindruckte ihn nachhaltig und erweckte in ihm den Wunsch, selbst Rocksänger zu werden.
Liam Gallaghers älterer Bruder Noel hatte seit seiner Schulzeit ebenfalls wechselnde Hilfsjobs. Zu dieser Zeit schrieb er bereits Songs, unter anderem Oasis’ spätere Single Live Forever. Ab 1988 war er Roadie bei der lokalen Band Inspiral Carpets, bei der er sich zuvor erfolglos als Sänger beworben hatte. Wegen Noel Gallaghers Talent als Songschreiber bat ihn Liam, der Band Rain beizutreten. Noel stimmte zu unter der Bedingung, alleiniger Bandchef und Komponist zu werden. Rain wurde auf Liams Bestreben hin in Oasis umbenannt. Der Name, der Liam Gallagher auf einem Poster aufgefallen war, geht auf den Veranstaltungsort eines Konzertes der Stone Roses in Swindon zurück.
Überzeugt von ihren Fähigkeiten und mit der Absicht, berühmt zu werden, tourte Oasis lange Zeit durch kleinere Clubs in ganz Großbritannien. Schließlich wurde bei ihrem Auftritt im Glasgower Club King Tut’s Wah Wah Hut Alan McGee vom Musiklabel Creation Records auf sie aufmerksam und schloss 1993 mit der Band einen Vertrag ab. Nur ein erfolgreicher Einschüchterungsversuch gegenüber dem Clubbetreiber seitens der Band ermöglichte damals diesen richtungsweisenden Auftritt:

„Und so übten sie vielleicht zum einzigen Mal in ihrem Leben massiven Druck aus. Wir spielen, oder wir nehmen den Laden auseinander, sagte Bonehead. Genau, pflichtete Noel ihm bei. Liam begnügte sich mit einem vielsagenden Blick.“

### 1994:Definitely Maybe
Schon die ersten beiden Singles Supersonic und Shakermaker, veröffentlicht im Frühjahr 1994, schafften es auf Platz 31 bzw. 11 der britischen Singlecharts. Sechs Tage bevor die erste Single Supersonic in die Läden kam, starb Kurt Cobain. Gegen den die Rockmusik seit 1991 dominierenden Grunge amerikanischer Provenienz, für den der Nirvana-Frontmann Cobain das Aushängeschild gewesen war, waren die Gallagher-Brüder angetreten, indem sie sich stärker auf die Tradition der britischen Rockmusik bezogen.
Die Single Live Forever sorgte im selben Jahr für den Durchbruch der Band, hielt sich für über ein Jahr in den Charts und erreichte zu Bestzeiten die Top 10. Kurz darauf veröffentlichten Oasis ihr erstes Album, Definitely Maybe. Es stieg direkt auf Platz 1 der Charts ein (4. bis 10. September 1994) und erzielte die bis dahin höchsten Verkaufszahlen in der ersten Verkaufswoche eines Debütalbums in Großbritannien. Erst 2006 wurde dieser Rekord von der Rockband Arctic Monkeys und ihrem Debütalbum Whatever People Say I Am, That’s What I’m Not gebrochen. Auch international verkaufte sich das Album recht erfolgreich, wobei Sony den Vertrieb mit dem neu gegründeten Label Helter Skelter übernahm. Oasis erhielt einen Vertrag über fünf reguläre Studioalben.

### 1995–1996:(What’s the Story) Morning Glory?
Vor Beginn der Aufnahmen für das zweite Album musste der Schlagzeuger Tony McCaroll die Band verlassen, da Noel Gallagher der Ansicht war, er sei dem neuen Material technisch nicht gewachsen. Er wurde durch Alan White ersetzt. Im Oktober 1995 wurde mit (What’s the Story) Morning Glory? das zweite Album veröffentlicht. In Großbritannien erreichten die Singles Don’t Look Back in Anger und ebenso die Vorabsingle Some Might Say, die die erste Nummer-1-Single wurde, die Spitzenposition der Hitparade – das Album wurde zum schnellstverkauften seit Michael Jacksons Bad. In den USA war es seit Songs of Faith and Devotion von Depeche Mode das erste Album einer britischen Band, das es schaffte, unter die ersten vier der US-Charts zu kommen. Oasis gelang damit auch der internationale Durchbruch.
Zudem erschien auf dem Album mit Wonderwall ein Song, mit dem die Band noch heute besonders verknüpft wird; von Fans der Band und manchen Musikkritikern wurde bisweilen vom perfekten Rocksong oder gar vom besten britischen Song aller Zeiten gesprochen.
Mit (What’s the Story) Morning Glory? wurde vor allem die schwierige Beziehung zwischen den Brüdern Gallagher zum großen Thema der Medien. Außerdem verließ Bassist McGuigan zwischenzeitlich die Band und wurde vorübergehend durch Scott McLeod ersetzt, der im Video zu Wonderwall zu sehen ist. Hinzu kam die Rivalität mit anderen Bands, insbesondere mit Blur, die auch aufgrund ihrer sozialen Herkunft aus der Middle Class eine Art Gegenentwurf zu der „Arbeiterband“ Oasis darzustellen schien. In dem von der britischen Presse hochstilisierten Battle of the Bands mit Blur zogen Oasis mit ihrer Single Roll with It verkaufszahlenmäßig gegenüber Blurs Country House dabei zunächst den Kürzeren. Beide Singles wurden am selben Tag veröffentlicht und belegten daraufhin die ersten beiden Plätze der britischen Singles-Charts. Langfristig waren Oasis aber bald kommerziell erfolgreicher als ihre Rivalen. 1996 spielten Oasis an zwei Abenden in Knebworth. Mehr als 2,5 Millionen Menschen wollten Tickets für diese zwei Open-Air-Konzerte. Die Band stand auf dem Höhepunkt ihrer Karriere.

### 1997–1998:Be Here Now
Im August 1997 veröffentlichte Oasis ihr drittes Album, Be Here Now, das bis heute das am schnellsten verkaufte Album in Großbritannien ist (in der ersten Woche verkauften sich 695.761 Exemplare, was offiziell nur die Verkäufe der ersten drei Tage beinhaltet, denn in der gesamten Woche wurden Schätzungen zufolge beinahe eine Million Exemplare verkauft). Von Fans und Kritik wurde es zunächst vielfach euphorisch begrüßt, doch mehrten sich mit der Zeit die Stimmen, die die Songs insgesamt für zu schwach und das Album für überproduziert und unfokussiert hielten.
Rückblickend gilt Be Here Now daher oft als künstlerischer Misserfolg. Auch Noel Gallagher bestätigte im Rückblick, das Album, entstanden, als die Musiker untereinander zerstritten waren und in großen Mengen Kokain konsumierten, sei von geringer Qualität gewesen. Be Here Now markierte im Rückblick einen Wendepunkt in der Geschichte der Band, die fortan nicht mehr an frühere Erfolge anknüpfen konnte.

### 2000:Standing on the Shoulder of Giants
Während der Aufnahmen zum vierten Studioalbum verließen sowohl Paul Arthurs als auch Paul McGuigan die Band, und zwei neue Mitglieder wurden aufgenommen: Andy Bell (früher bei Ride und Hurricane #1) und Gem Archer (früher bei Heavy Stereo) traten kurz darauf an die Stelle der beiden ausgeschiedenen Gründungsmitglieder und vollendeten mit den übrigen drei Musikern die Arbeit am Album.
Standing on the Shoulder of Giants wurde im Februar 2000 veröffentlicht. Der Titel ist eine Anspielung auf den durch Isaac Newton bekannt gewordenen Spruch „If I have seen further it is by standing on ye sholders of Giants.“ („Wenn ich weiter als andere sehe, so ist dies der Fall, weil ich auf den Schultern von Riesen stehe.“). Es war das erste Album, bei dem Noel nicht der alleinige Songwriter war. So enthält es das Lied Little James, das von seinem Bruder Liam verfasst wurde. Der Trend, dass auch die übrigen Mitglieder der Band Lieder verfassten, setzte sich in den folgenden Studioalben fort. Obwohl aus Standing on the Shoulder of Giants mit Go Let It Out ein Nummer-eins-Hit in England hervorging, fiel es im direkten Vergleich mit den Vorgängeralben und drei Millionen verkauften Einheiten kommerziell durch.

### 2002–2003:Heathen Chemistry
Im Juli 2002 folgte mit Heathen Chemistry das fünfte Studioalbum. Die zuvor sinkenden Verkaufszahlen wurden dank der Hitsingles Stop Crying Your Heart Out, Little by Little, The Hindu Times und Songbird wieder angehoben. Es verkaufte weltweit vier Millionen Einheiten, davon alleine in Großbritannien über eine Million.

### 2005:Don’t Believe The Truth

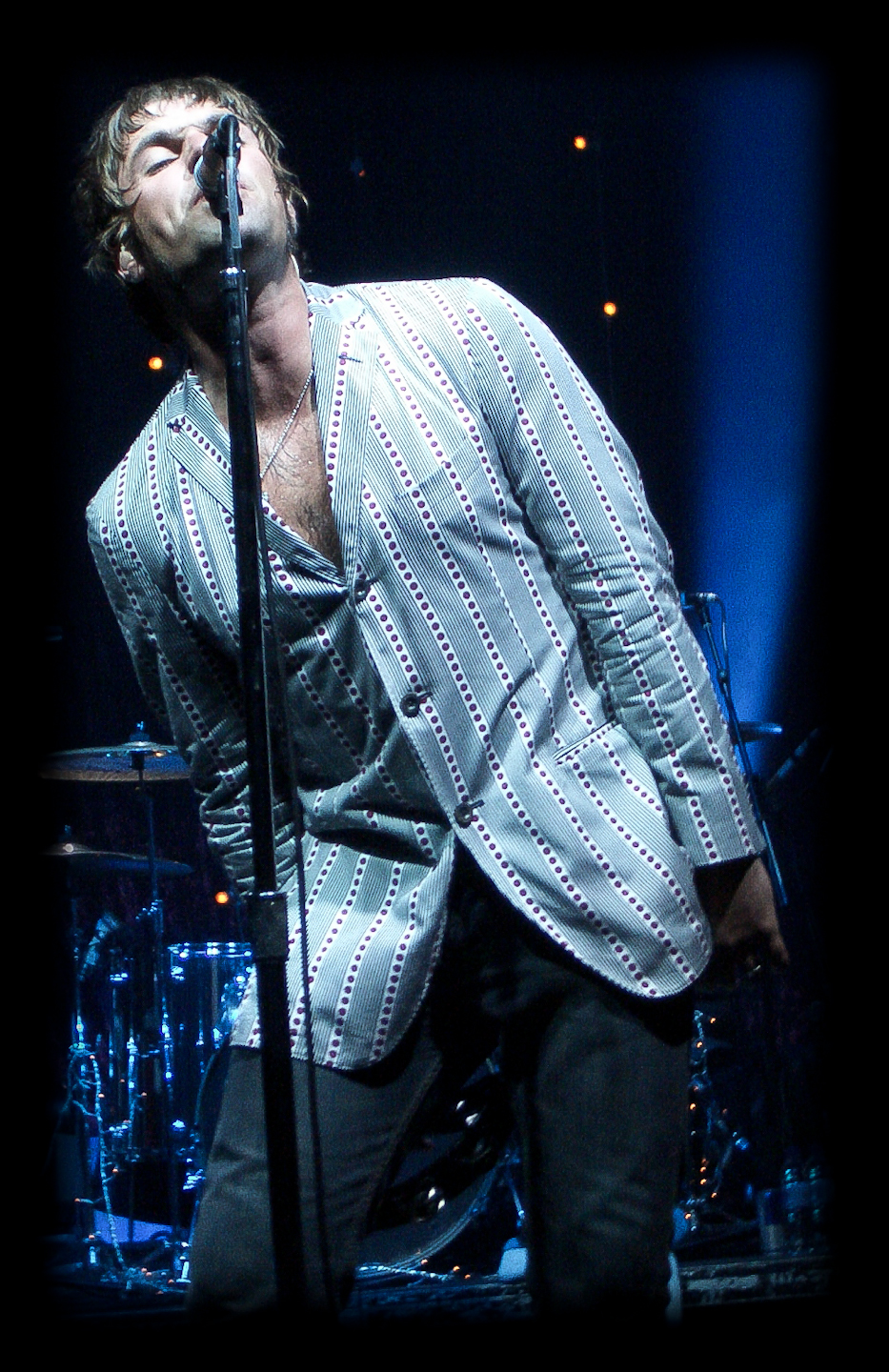
Liam Gallagher (2006)

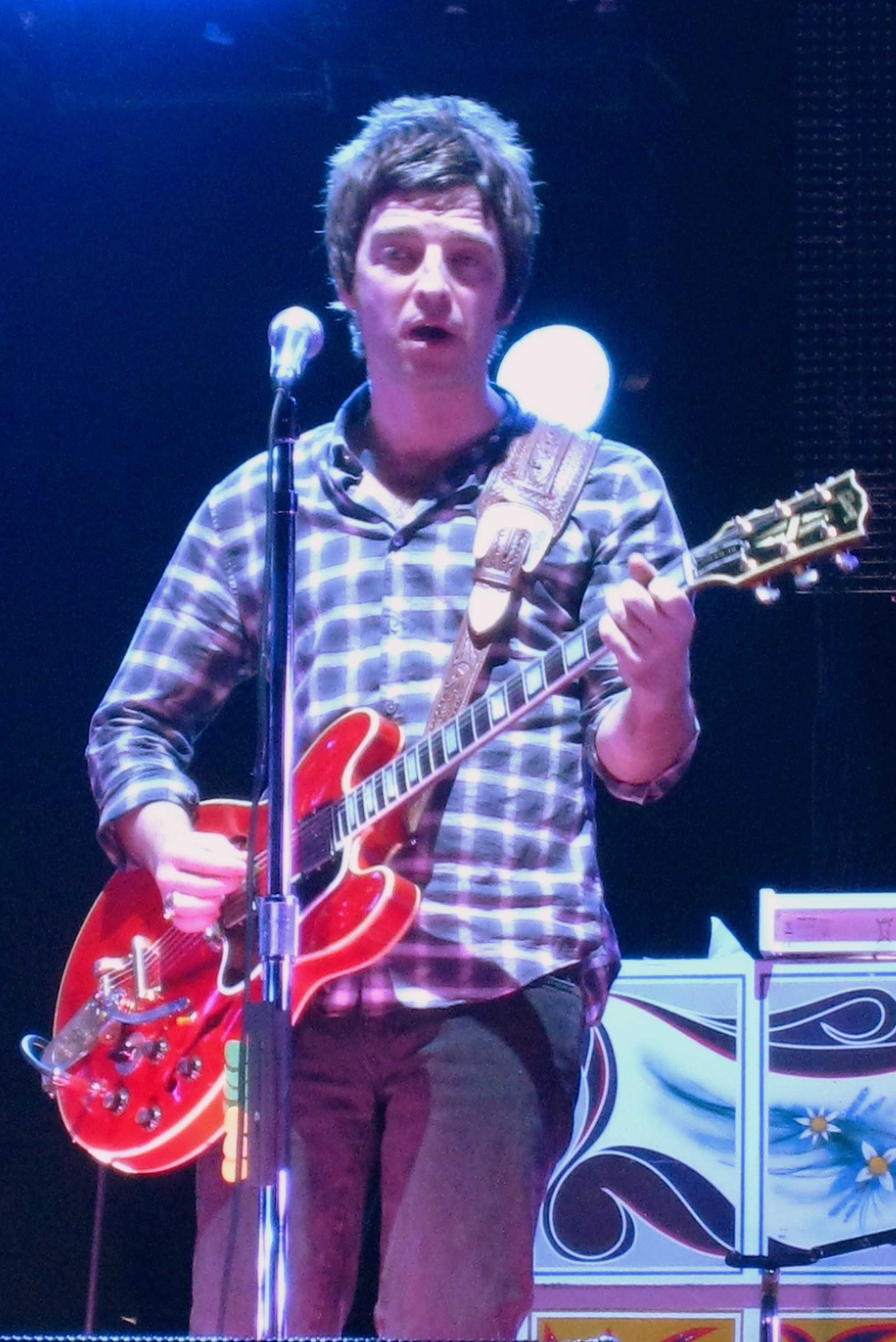
Noel Gallagher (2008)

Im Mai 2005 erschien das sechste Studioalbum der Band, Don’t Believe the Truth. Es erhielt überraschend gute Kritiken. Viele Journalisten, die seit Be Here Now gegenüber Oasis kritisch eingestellt waren, gaben zu, der Band ein so überzeugendes Album nicht mehr zugetraut zu haben. Das Album stand in der ersten Woche weltweit auf den führenden Chartpositionen, fiel aber schnell wieder aus den Hitlisten (mit Ausnahme Großbritanniens). Laut Noel Gallagher bezieht sich der Titel auf den Irakkrieg.
Während der Aufnahmen zu diesem Album musste der Schlagzeuger Alan White die Band verlassen und wurde für das Glastonbury Festival 2004 durch Ringo Starrs Sohn Zak Starkey ersetzt, der im Februar 2005 offiziell vorgestellt wurde und die Band bis zum Frühjahr 2006 begleitete. Die das Album bewerbende Tour war die bis zu diesem Zeitpunkt erfolgreichste Tour der Band. Obwohl die Band nach 1997 nicht mehr die Verkaufszahlen der Jahre 1994 bis 1997 erreichen konnte, blieben auch mit diesem Album die Verkaufszahlen stabil – die Studioalben seit 2000 verkauften sich jeweils um die drei bis vier Millionen Mal weltweit. Hervorzuheben sind die USA, in denen das Album zwar nur knapp 300.000 Einheiten absetzen konnte, wo aber dafür binnen kürzester Zeit ausverkaufte Konzerte gespielt werden konnten, allerdings in kleineren Locations als früher: im New Yorker Madison Square Garden mit 17.000, im Los Angeles Hollywood Bowl mit 19.000 und im Bostoner Tweeter Centre mit 20.000 Besuchern.

### 2006–2007:Stop the ClocksundLord Don’t Slow Me Down
Im November 2006 erschien eine Best-of-Kompilation. Stop the Clocks wurde von Noel Gallagher zusammengestellt. Der Doppel-CD liegt in der Limited Edition eine DVD mit Bonusmaterial bei. Mit diesem Best-of erfüllten sie schließlich die Auflagen der Zusammenarbeit mit Sony BMG. Im Oktober 2007 veröffentlichte Oasis ihre erste Online-Single. Diese ist gleichzeitig Titeltrack der eine Woche später veröffentlichten DVD Lord Don’t Slow Me Down, die Noel als Leadsänger miteinbezieht.

### 2008–2009:Dig Out Your Soul
Im Oktober 2008 erschien das siebte Studioalbum der Band: Dig Out Your Soul, wieder produziert von Dave Sardy. Die erste Single The Shock of the Lightning erschien im September 2008. Zak Starkey verließ die Band nach den Aufnahmen zum Album und wurde durch Robbie Williams’ ehemaligen Schlagzeuger Chris Sharrock ersetzt. Auf der dritten Single Falling Down befindet sich in der japanischen Version eine 22-minütige Neuinterpretation des Liedes durch die Gruppe The Amorphous Androgynous, die im europäischen Raum als eigenständige LP veröffentlicht wurde. Zudem wird das Lied als Intro für den japanischen Anime Eden of the East verwendet.

### 2009: Trennung von Noel Gallagher
Im August 2009 gab Noel Gallagher auf der Website der Band seinen Ausstieg bekannt. In einer am nächsten Tag dort veröffentlichten Mitteilung erklärte er, er sei zu diesem Schritt gezwungen worden und bedauere die kurzfristige Absage der bereits gebuchten Festivalauftritte in Großbritannien, Frankreich, Deutschland und Italien. Er selbst sei für diese Konzerte bereit gewesen, „andere Personen“ jedoch nicht. In den Medien gab es anschließend unterschiedliche Deutungen, ob damit die 18-jährige Bandgeschichte beendet sei oder nicht. Im Oktober 2009 erklärte Liam Gallagher in einem Interview mit der Times die Band für aufgelöst; er bestätigte, dass Oasis „Geschichte“ sei.
Im Dezember 2009 wurde bekanntgegeben, dass Liam Gallagher zusammen mit Gem Archer, Andy Bell, Chris Sharrock und Jay Darlington, zwei ehemaligen Live-Musikern von Oasis, Mitte Juli 2010 ein neues Album herausbringen würde. Liam Gallagher erklärte, dass die Band nicht unter dem Namen Oasis Musik veröffentlichen werde. Die Veröffentlichung erfolgte dann Anfang 2011 unter dem Namen Beady Eye. Als sich diese Band nach dreieinhalb Jahren und zwei Alben laut Liam Gallagher „in gutem Einvernehmen“ im Oktober 2014 aufgelöst hatte, wurde wieder über eine Oasis-Reunion spekuliert.
Noel Gallagher spielte, begleitet von Gem Archer, im März 2010 im Rahmen des Teenage-Cancer-Trust-Program zwei Konzerte in der Royal Albert Hall, die ausverkauft waren. Er veröffentlichte 2011 sein erstes Soloalbum Noel Gallagher’s High Flying Birds. 2017 veröffentlichte auch Liam Gallagher sein erstes Soloalbum As You Were.

### 2024: Reunion
Zum 30. Jahrestag der Veröffentlichung des Albums Definitely Maybe gab die Band im August 2024 bekannt, künftig wieder gemeinsam aufzutreten. Für das Jahr 2025 wurden Konzerte im Vereinigten Königreich, in Irland, in Kanada, in den Vereinigten Staaten, in Mexiko sowie in Australien angekündigt. Die Tour startete am 4. Juli 2025 in Cardiff.

## Diskografie
Studioalben

| Jahr | Titel Musiklabel                                         | Höchstplatzierung, Gesamtwochen, AuszeichnungChartplatzierungen (Jahr, Titel, Musiklabel, Platzierungen, Wochen, Auszeichnungen, Anmerkungen) | Höchstplatzierung, Gesamtwochen, AuszeichnungChartplatzierungen (Jahr, Titel, Musiklabel, Platzierungen, Wochen, Auszeichnungen, Anmerkungen) | Höchstplatzierung, Gesamtwochen, AuszeichnungChartplatzierungen (Jahr, Titel, Musiklabel, Platzierungen, Wochen, Auszeichnungen, Anmerkungen) | Höchstplatzierung, Gesamtwochen, AuszeichnungChartplatzierungen (Jahr, Titel, Musiklabel, Platzierungen, Wochen, Auszeichnungen, Anmerkungen) | Höchstplatzierung, Gesamtwochen, AuszeichnungChartplatzierungen (Jahr, Titel, Musiklabel, Platzierungen, Wochen, Auszeichnungen, Anmerkungen) | Anmerkungen                                                     |
| Jahr | Titel Musiklabel                                         | DE | AT | CH | UK | US | Anmerkungen                                                     |
| ---- | -------------------------------------------------------- | --- | --- | --- | --- | --- | --------------------------------------------------------------- |
| 1994 | Definitely Maybe Creation Records (Vital)                | DE5 (16 Wo.)DE | AT7 (8 Wo.)AT | CH7 Gold · (12 Wo.)CH | UK1 ×9Neunfachplatin · (… Wo.)UK | US58 Platin · (22 Wo.)US | Erstveröffentlichung: 29. August 1994 Verkäufe: + 15.000.000    |
| 1995 | (What’s the Story) Morning Glory? Creation Records (3MV) | DE3 Gold · (64 Wo.)DE | AT3 Gold · (32 Wo.)AT | CH1 Gold · (41 Wo.)CH | UK1 ×1717-fach-Platin · (… Wo.)UK | US4 ×5Fünffachplatin · (78 Wo.)US | Erstveröffentlichung: 29. September 1995 Verkäufe: + 22.000.000 |
| 1997 | Be Here Now Creation Records (3MV)                       | DE2 Gold · (29 Wo.)DE | AT3 (17 Wo.)AT | CH2 Gold · (23 Wo.)CH | UK1 ×6Sechsfachplatin · (51 Wo.)UK | US2 Platin · (26 Wo.)US | Erstveröffentlichung: 20. August 1997 Verkäufe: + 8.000.000     |
| 2000 | Standing on the Shoulder of Giants Big Brother (3MV)     | DE5 (8 Wo.)DE | AT3 (9 Wo.)AT | CH3 Gold · (13 Wo.)CH | UK1 ×2Doppelplatin · (36 Wo.)UK | US24 (8 Wo.)US | Erstveröffentlichung: 28. Februar 2000 Verkäufe: + 3.000.000    |
| 2002 | Heathen Chemistry Big Brother (Vital)                    | DE4 (14 Wo.)DE | AT4 (12 Wo.)AT | CH1 Gold · (17 Wo.)CH | UK1 ×4Vierfachplatin · (50 Wo.)UK | US23 (5 Wo.)US | Erstveröffentlichung: 1. Juli 2002 Verkäufe: + 4.500.000        |
| 2005 | Don’t Believe the Truth Big Brother (Vital)              | DE2 (8 Wo.)DE | AT6 (13 Wo.)AT | CH3 (15 Wo.)CH | UK1 ×3Dreifachplatin · (41 Wo.)UK | US12 (7 Wo.)US | Erstveröffentlichung: 30. Mai 2005 Verkäufe: + 6.000.000        |
| 2008 | Dig Out Your Soul Big Brother (Sony)                     | DE8 (11 Wo.)DE | AT13 (7 Wo.)AT | CH2 (8 Wo.)CH | UK1 ×2Doppelplatin · (33 Wo.)UK | US5 (5 Wo.)US | Erstveröffentlichung: 3. Oktober 2008 Verkäufe: + 1.600.000     |

## Auszeichnungen
- BRIT Awards
  - 1995: Best British Breakthrough Act
  - 1996: Best British Album ((What’s the Story) Morning Glory?), Best British Group and Best British Video (Wonderwall)
  - 2007: Outstanding Contribution to Music Award
  - 2010: BRITs Album of 30 Years ((What’s the Story) Morning Glory?)
- Q Award
  - 1994: Best New Act
  - 1995: Best Live Act
  - 1996: Best Act in the World Today
  - 1997: Best Act in the World Today
  - 2000: Best Live Act
  - 2005: Best Album (Don’t Believe the Truth) und People’s Choice Award
  - 2006: Best Act in the World Today und Classic Songwriter Award (Noel Gallagher)
- MTV Europe Music Awards
  - 1996: Best Song (Wonderwall)
  - 1997: Best Group
  - 1998: Best Rock
- NME Awards
  - 1995: Best New Band, Album of the Year (Definitely Maybe) und Single of the Year (Live Forever)
  - 1996: Best Band, Best Live Band, Best Album ((What’s the Story) Morning Glory?) und Best Single (Wonderwall)
  - 1997: Best Musical Event (Knebworth) und Band Of The Year
  - 2000: Hero of the Year (Liam Gallagher)
  - 2003: Best UK Band, Artist of the Year und Best Haircut (Liam Gallagher)
  - 2005: Best Music DVD (Definitely Maybe)
  - 2006: Best Video (The Importance of Being Idle)
  - 2009: Best UK Band und Best Blog ('Tales from the Middle of Nowhere’ von Noel Gallagher auf der offiziellen Homepage)
- Ivor Novello Award
  - 1995: Songwriters of the Year (zusammen mit Blur)